# Silke-Beate Knoll
Silke-Beate Knoll-Gerhmann, nemška atletinja, * 21. februar 1967, Rottweil, Zahodna Nemčija.
Nastopila je na poletnih olimpijskih igrah v letih 1988, 1992 in 1996, leta 1992 je osvojila peto mesto v štafeti 4x100 m. Na svetovnih prvenstvih je osvojila bronasto medaljo v isti disciplini leta 1995, na evropskih prvenstvih zlato in srebrno medaljo, na evropskih dvoranskih prvenstvih pa srebrno in bronasto medaljo v teku na 200 m. 